# Zomernacht
Zomernacht is een Nederlandstalige single van de Belgische band Leopold 3 uit 1993.
De single bevatte daarnaast nog een rasta club mix-versie van het lied.
De band bracht het nummer ook in een Engelse versie uit.
Het nummer verscheen op hun tweede album Spiegels.

## Meewerkende artiesten
Producer:
- Olivier Adams

Muzikanten:
- Erik Goossens (zang)
- Patrick Claesen (keyboards, programmatie)